# In the Cool, Cool, Cool of the Evening

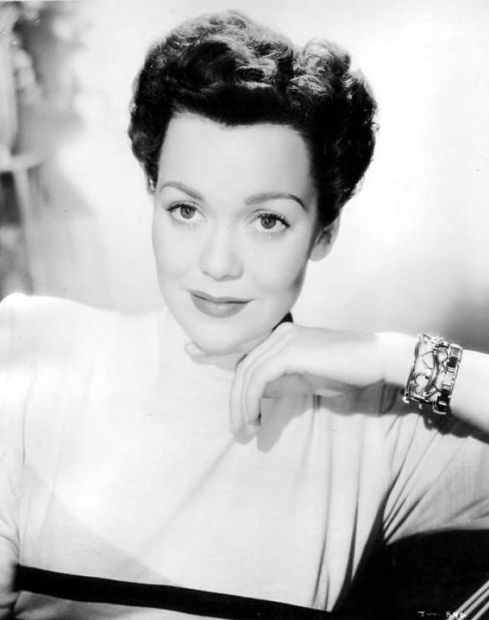
Photographie de Jane Wyman.

In the Cool, Cool, Cool of the Evening est une chanson populaire dont la musique fut écrite par Hoagy Carmichael et les paroles par Johnny Mercer à l'occasion du film de 1951 intitulé Si l'on mariait papa (Here Comes the Groom).  La chanson remporta un Oscar de la meilleure chanson originale.
L'enregistrement, qui est interprété par Bing Crosby et Jane Wyman, est édité par Decca Records. La chanson rentre dans le classement des meilleures ventes du Billboard magazine le 21 septembre 1951 et y reste durant six semaines en atteignant la 23e place.